# Нижня Тернава

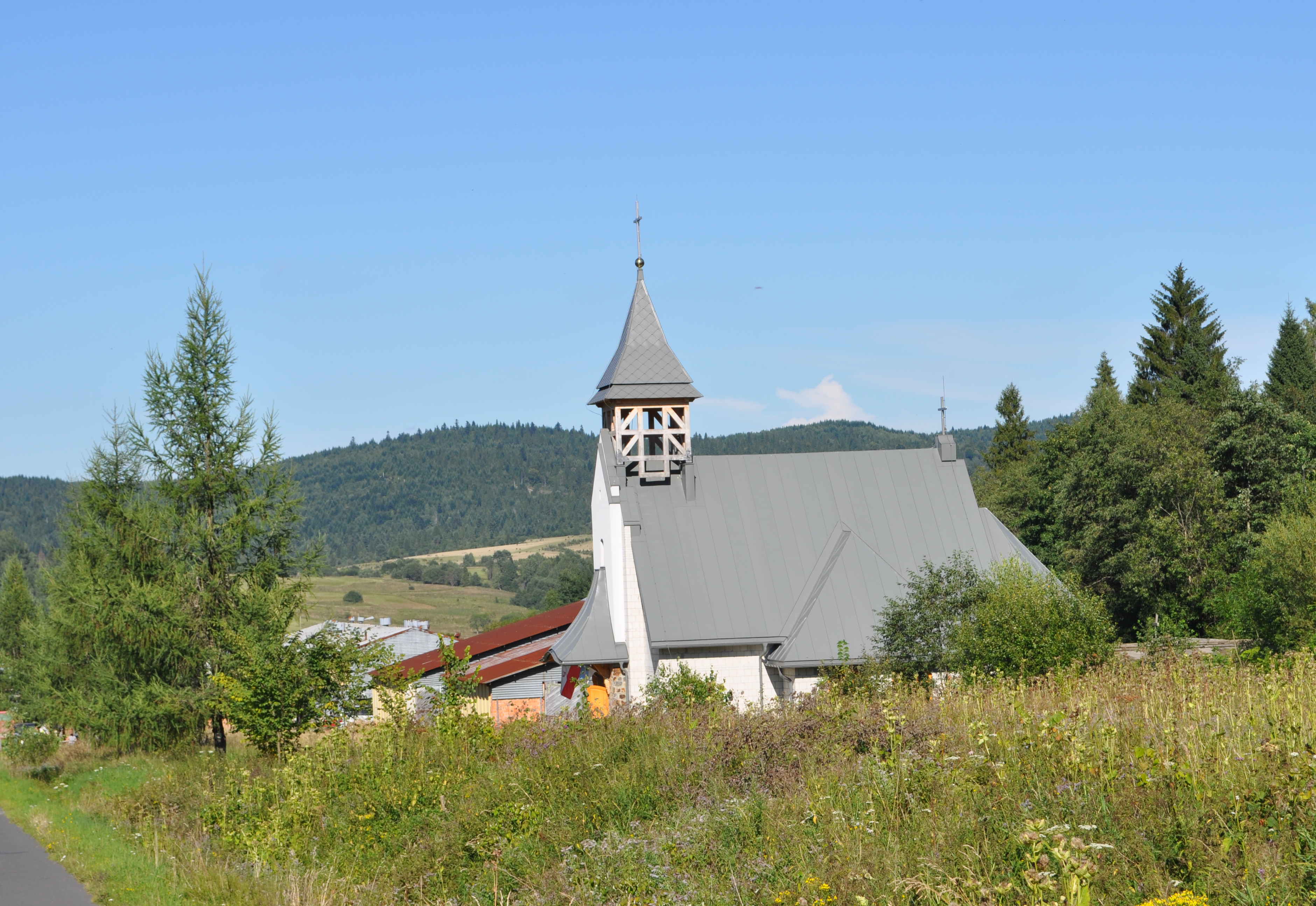

Нижня Тернава (пол. Tarnawa Niżna) — село в Польщі, у гміні Літовищі Бещадського повіту Підкарпатського воєводства, по обидва береги річки Сян, колишні етнічні землі українців на теперішньому українсько-польському державному кордоні. Західна Бойківщина. Лежало на захід від села Верхня Яблунька (Турківський район, Львівська область). Населення — 41 особа (2011).

## Історія
Так само, як і Вижня (Верхня) Тернава, це село було засноване у 1537 р. на підставі привілею, наданого краківським воєводою Петром Кмітою священикові Василю Ільницькому. Село входило до Сяноцької землі Руського воєводства.
В 1772—1918 уся Галичина, була у складі Монархії Габсбургів (з 1804 — Австрійської, з 1867 року Австро-Угорської імперії). Село входило до Турківського повіту провінції Королівство Галичини та Володимирії. У 1918 Надсяння увійшло до Західно-Української Народної Республіки, з 1919 воно знаходилося у складі Польщі. В селі мешкало кілька родин застінкової шляхти: Ґдовські, Новоселецькі, Росьцішевські, Ступницькі, Сіверські, Сікорські, Вєлушинські. В міжвоєнний період в селі існував паровий тартак.
В 1939 р. село було розділене радянсько-німецьким кордоном. В 1945 всі мешканці були виселені, а помешкання та церква зруйновані. Дотепер збереглося місце, на якому була стара церква та руїни мурованої дзвіниці (по українській стороні), а також придорожній хрест (з польської сторони). Західна частина території села (на лівому березі Сяну) віддана Москвою Польщі.
В 1970-х територія села з польської сторони була варварським способом «рекультивована» з використанням вибухівки. Було споруджено гігантську ферму для годування кількох тисяч худоби. Нині ферму ліквідовано.
У 1975-1998 роках село належало до Кросненського воєводства.

## Сучасність
У даний час на території Нижньої Тернави розташовані колишні споруди селянського господарства, а також місце для проживання його працівників (близько 30 споруд). Територія входить до Регіонального ландшафтного парку «Надсянський» та Бещадського національного парку.

## Демографія
Демографічна структура станом на 31 березня 2011 року:
|          | Загалом | Допрацездатний вік | Працездатний вік | Постпрацездатний вік |
| -------- | ------- | ------------------ | ---------------- | -------------------- |
| Чоловіки | 18      | 6                  | 12               | 0                    |
| Жінки    | 23      | 7                  | 16               | 0                    |
| Разом    | 41      | 13                 | 28               | 0                    |

- 1880 Нижню Тернаву заселяло 605 осіб, які мешкали в 109 житлових будинках (з них у селі — 599 осіб у 106 житлових будинках та у фільварку — 6 осіб у 3 житлових будинках), у тому числі 456 греко-католиків і 106 католиків[4]
- 1900 — 110 римо-католиків, решта — греко-католики.
- 1921 — 142 будинки і 877 мешканців (583 греко-католиків, 176 католиків, 115 мойсеєвої віри).
- 1931 — 1065 осіб.
- 1938 — 929
- 1939  — 1180 мешканців (830 українців-грекокатоликів, 70 українців-латинників, 160 поляків і 120 євреїв)[5].
- 2004 — 40 осіб

## Церква
Імовірно, що церква у селі існувала вже у 1640 р. Наступний дерев'яний храм було споруджено у XVIII ст., він простояв до кінця XIX ст. У 1894 р. було зведено нову дерев'яну церкву Св. арх. Михайла (на правому березі Сяну), громада належала до парафії Вижня Тернава Затварницького деканату (з 1924 р. — Турчанського) Перемишльської єпархії. В 1936 в селі було 908 греко-католиків. Церква була зруйнована після другої світової війни. Церковний інвентар було перенесено до церкви у Верхній Яблуньці.

## Уродженці
- Гладишовський Омелян Антонович — український лікар, громадський діяч (москвофіл), доктор медицини.